# Troppo cattivi 2
Troppo cattivi 2 (The Bad Guys 2) è un film del 2025 diretto da Pierre Perifel e da JP Sans.
Il film è il sequel di Troppo cattivi (2022) ed è basata sull'omonima serie di libri dello scrittore australiano Aaron Blabey.

## Trama
Cinque anni prima gli eventi del primo film, al Cairo Wolf, Shark, Snake e Piranha aiutano il nuovo membro del loro gruppo Miss Tarantola, detta Webs, a portare a termine il suo primo colpo; il frutto della rapina è un prototipo di auto appartenente ad un miliardario locale che la banda da quel momento userà come proprio mezzo di trasporto, dando inizio al mito dei Troppo Cattivi.
Sei anni dopo, nonostante il rilascio dalla prigione per buona condotta, i Troppo Cattivi faticano a integrarsi nella società. Wolf, Shark, Piranha e Webs non riescono a trovare lavoro a causa della loro pessima reputazione, mentre Snake è diventato un assiduo frequentatore di corsi di yoga e palestra e passa molto tempo lontano da casa. Ispirato da Diane a dare alle persone un motivo per accettarli, Wolf promette al Commissario Luggins il proprio aiuto per rintracciare un nuovo criminale, noto come Ladro Fantasma. Gli indizi purtroppo sembrano puntare a Snake, salvo poi scoprire che il motivo delle sue continue assenze ed il suo strano comportamento erano dovuti all'essersi trovato una ragazza, Susan. I Troppo Cattivi tentano quindi di smascherare il Ladro Fantasma ad un torneo di lucha libre, con il solo risultato di essere incastrati per tutti i suoi crimini.
Il gruppo viene poi sequestrato da una nuova banda di ragazze criminali, il leopardo delle nevi Kitty, il cinghiale Pigtail e il corvo Doom, con quest'ultima che si rivela essere Susan, la quale ha avvicinato Snake solo per servirsi di lui ed arrivare agli altri Troppo Cattivi. Kitty rivela di aver bisogno di loro per rubare il razzo MOON-X, e per costringerli ad aiutarle non esita a minacciare di rendere pubblico un filmato che rivela la doppia identità di Diane come il supercriminale Zampa Cremisi. Nel frattempo, Diane fa visita al Professor Marmellata, il filantropo scienziato pazzo incastrato dal gruppo e finito in prigione proprio con l'accusa di essere Zampa Cremisi. Questi rivela che la stazione spaziale a cui si appoggia MOON-X è dotata di una potente calamita che, se usata nel modo corretto, permetterebbe al suo utilizzatore di rubare tutto l'oro del mondo, capendo così quale sia il vero piano della banda di Kitty.
Vedendo nell'intera vicenda un modo per ripulire il proprio nome e far sapere al mondo della loro redenzione, i Troppo Cattivi decidono a quel punto di sabotare il piano di Kitty, e fingendo di aiutarla si intrufolano al matrimonio del proprietario di MOON-X riuscendo a rubare lo smartwatch che permette di controllare il razzo. Avendo Wolf rispettato la sua parte dell'accordo Kitty gli consegna il filmato che incastra Diane, ma quando si accorge che i Troppo Cattivi stavano registrando la sua confessione l'accordo salta, il video finisce in rete e la banda di ladre scappa lasciando i Troppo Cattivi alla mercé della polizia. Prima che la polizia possa arrestarla Diane raggiunge Kitty e le altre nei pressi del razzo, e pur venendo stordita con un tranquillante riesce ad intrufolarsi a bordo prima del decollo. Nel mentre Luggins arresta Wolf e gli altri, ma essendosi ormai convinta del loro ravvedimento li aiuta a salire sul razzo in elicottero.
Durante il confronto finale Doom e Pigtail cominciano ad avere degli scrupoli di coscienza e vorrebbero annullare tutto, ma Kitty si rifiuta di arrendersi e manda in sovraccarico la stazione, rubando una enorme quantità di oro dalla superficie terrestre. Quando Wolf la raggiunge Kitty rompe il telecomando del magnete, ma Wolf riesce a scipparle l'orologio di controllo e a far schiantare il razzo contro la stazione spaziale, distruggendo il magnete e riportando l'oro sulla Terra. Infuriata, Kitty tenta di uccidere Wolf, ma Diane si riprende e la sconfigge. Wolf e Diane, riuniti, possono così scambiarsi finalmente il loro primo bacio.
In qualche modo tutti riescono a mettersi in salvo prima che la stazione esploda, e mentre Kitty viene mandata in prigione, Doom e Pigtail vengono condannate ai lavori socialmente utili.
Quanto ai Troppo Cattivi e a Diane, Luggins decide di inscenare la loro morte, in modo che d'ora in poi possano continuare a servire la società come agenti segreti, così da non dover abbandonare del tutto la vita avventurosa e rischiosa a cui sono abituati.
In una scena a metà dei titoli di coda Marmellata, scagionato dall'accusa di essere Zampa Cremisi e rilasciato, torna alla sua vecchia casa per pianificare la propria vendetta.

## Promozione
Il primo trailer è stato pubblicato il 21 novembre 2024.

## Distribuzione
Il film è uscito nelle sale statunitensi il 1º agosto 2025 e in quelle italiane il 20 agosto.

## Accoglienza

### Incassi
Il film ha incassato 58057115 $ in Nord America e 60739000 $ nel resto del mondo, per un totale di 118796115 $.

### Critica
Su Rotten Tomatoes l'87% delle recensioni è positivo, su Metacritic il voto medio è di 64/100.